# Isoetes elatior
Isoetes elatior är en kärlväxtart som beskrevs av Ferdinand von Mueller och A. Br.. Isoetes elatior ingår i släktet braxengräs, och familjen Isoetaceae. Inga underarter finns listade i Catalogue of Life.